# Silvestre Alegrim
Silvestre Augusto Alegrim (Setúbal, 10 de março de 1881 — Lisboa, 16 de outubro de 1946), foi um ator português, que se distinguiu como comediante na primeira metade do século XX, em Portugal.

## Biografia
Nasceu a 10 de março de 1881, em Setúbal, na Rua Direita do Troino, freguesia de São Julião, filho ilegítimo do pedreiro Carlos Jacob Alegrim e de Augusta Carolina, ambos solteiros e expostos da roda da Misericórdia de Setúbal.
Com apenas 10 anos, em 1891, ingressou na Companhia Infantil do empresário e ensaiador José Rodrigues Chaves, onde permaneceu por dois anos, estreando-se em Intrigas do Bairro, logo revelando um talento cómico, destacando-se também na peça As glândulas de macaco. Iniciou-se entretanto como tipógrafo, trabalhando na oficinas dos jornais Diário de Notícias, O Século e Correio da Noite.

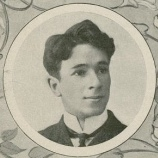
Silvestre Alegrim aos 23 anos (Illustração Portuguesa, 7 de novembro de 1904).

Em 1901, matricula-se no Conservatório Nacional de Lisboa, tendo completado o curso com um primeiro prémio de cómedia e adquirindo desde já muito boa fama no meio artístico. Estreia-se profissionalmente como ator a 1 de outubro de 1904, no Teatro Gymnasio, com a Companhia do Teatro Gymnasio, encabeçada pelo grande Actor Vale, com o monólogo O Dorminhoco e a comédia Rosinha, de D. João da Câmara. António de Sousa Bastos, na sua obra Diccionario do theatro portuguez (1908), descreve o jovem ator da seguinte forma: "Um novo que muito promette. Cursou o Conservatório, de lá sahiu com boa fama e é dos raros que a tem conservado, honrando bastante aquelle estabelecimento de ensino dramático. Foi no theatro do Gymnasio que começou a sua carreira e lá se conserva ainda, progredindo sempre."
A 13 de junho de 1909, na Igreja de Nossa Senhora da Encarnção, ao Chiado, casou com a sua companheira de longa data, Luísa do Rosário Mateus, natural de São João da Ribeira, filha de António Mateus e de Maria do Rosário, tendo já, à data do casamento, três filhos: Fernando Alegrim (30 de junho de 1901), Maria Augusta Alegrim (26 de dezembro de 1905) e Natália Alegrim (24 de dezembro de 1907), todos naturais de Lisboa.
Ainda em 1909 fez uma notável digressão ao Brasil. Permanece no Gymnasio durante mais de vinte anos, mesmo após a morte de Vale, ocorrida em 1912, que esfacela o elenco, tendo a honra de o substituir em alguns papeis do seu repertório, como em O Comissário de Polícia. Nunca se tornou primeira figura do teatro, mas brilhou na comédia. Trabalhou bastante em opereta, revista e ópera cómica, sendo dotado de uma bela voz de tenor. Em 1918 tem um estrondoso sucesso na revista Ao Deus Dará, de Eduardo Schwalbach, no Teatro da Trindade.

Trabalhou ainda na Companhia Alves da Cunha, Companhia dos Cómicos Populares, Companhia Lucinda Simões, Companhia Artistas Socializados, Companhia de Revistas do Teatro Maria Vitória, Empresa José Loureiro, Companhia Maria Matos-Mendonça de Carvalho, Companhia Maria Matos-Piero Bernardon, Companhia Portuense de Opereta e Revista Holbeche Bastos, Grande Companhia Dramática Portuguesa, Grande Companhia Portuguesa de Operetas e Fantasias do Coliseu dos Recreios, Os Comediantes de Lisboa e ainda na Companhia Elisa Santos-Silvestre Alegrim, uma parceria sua com a atriz Elisa Santos.

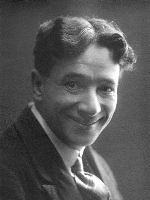
Silvestre Alegrim (circa 1920).

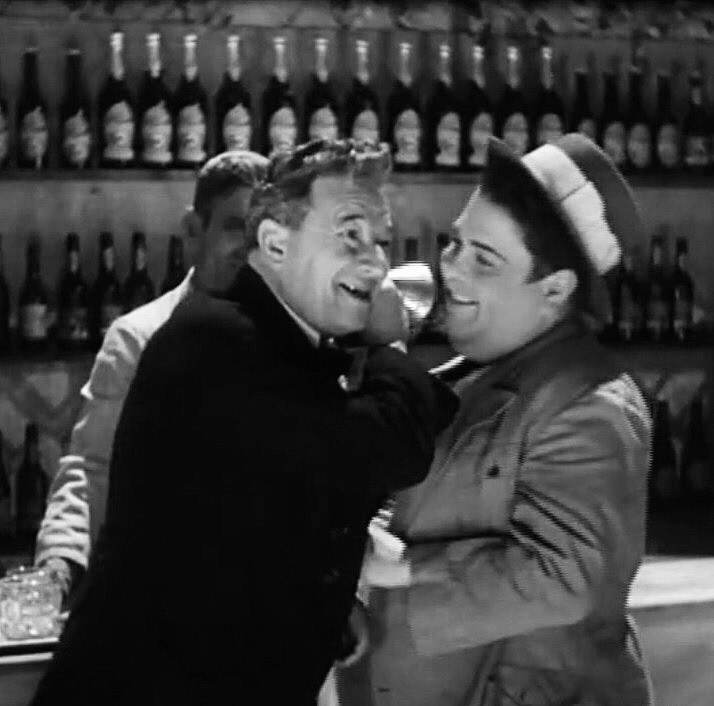
Silvestre Alegrim como "João, mordomo do Retiro" e Vasco Santana como "Vasco Leitão", na famosa cena cómica do funil, caracterizada pela frase: "Aguardente? Ouvi perfeitamente!", no filme A Canção de Lisboa (1933).

É, no entanto, no cinema, que deixa imortalizados os seus talentos de comediante, estreando-se no primeiro filme sonoro português - A Severa (1931), de Leitão de Barros, onde desempenhou o papel de "Timpanas", no qual também cantou o "Fado do Timpanas", sendo tal o êxito que, em 1933, Félix Bermudes escreve uma opereta, com música de Frederico de Freitas, que tem no título o nome do seu personagem – O Timpanas – e que Alegrim, evidentemente, protagoniza no Teatro Politeama. Deixou ainda outras prestações no cinema português, nomeadamente: Meias Medidas (1932), de Antero de Tovar Faro, onde fez de "Admirador", A Canção de Lisboa (1933), de Cottinelli Telmo, onde fez de "João, criado do Retiro", protagonizando uma famosa cena cómica com Vasco Santana, Bocage (1936), de Leitão de Barros, A Rosa do Adro (1938), de Chianca de Garcia, onde fez de "Mordomo Bonifácio", Os Fidalgos da Casa Mourisca (1938), de Arthur Duarte, onde fez de "Doutor", Varanda dos Rouxinóis (1939), de Leitão de Barros, onde fez de "Diretor da fábrica de compotas", Pão Nosso... (1940), de Armando de Miranda, Amor de Perdição (1943), de António Lopes Ribeiro, onde fez de "Meirinho-Geral", A Menina da Rádio (1944), de Arthur Duarte, onde fez de "Guarda-noturno" e A Vizinha do Lado (1945), de António Lopes Ribeiro.
Atuou pela última vez nos palcos com a farsa em 3 atos A madrinha de Charley, traduzido por Luís Galhardo do inglês Charley's Aunt de Brandon Thomas, em cena de 7 de fevereiro a 5 de março de 1946, no Teatro Apolo, onde representou o personagem "Smith", ao lado de Maria Matos, Costinha, Eunice Muñoz, Álvaro Benamor, Joaquim Prata, entre outros.
Faleceu a 16 de outubro de 1946, em Lisboa, no quarto andar do número 75 da Rua Francisco Sanches, freguesia de São Jorge de Arroios, onde residia, vítima de carcinoma gástrico, aos 65 anos de idade, sendo sepultado no Cemitério dos Prazeres, na mesma cidade.

## Filmografia
- A Severa (1931) - "Timpanas"
- Meias Medidas (1932) - "Admirador"
- A Canção de Lisboa (1933) - "João, criado do Retiro"
- Bocage (1936)
- A Rosa do Adro (1938) - "Mordomo Bonifácio"
- Os Fidalgos da Casa Mourisca (1938) - "Doutor"
- Varanda dos Rouxinóis (1939) - "Diretor da fábrica de compotas"
- Pão Nosso... (1940)
- Amor de Perdição (1943) - "Meirinho-Geral"
- A Menina da Rádio (1944) - "Guarda-noturno"
- A Vizinha do Lado (1945)